# Singapurska kuhinja
Singapurska kuhinja je opći pojam koji označava široku raznolikost jela različitog porijekla koja su popularna u Singapuru. Singapurska kuhinja se razvila pod utjecajem kuhinja različitih naroda: malajske, kineske, indonezijske, indijske, tajlandske i europske. Osjeća se i utjecaj filipinske i bliskoistočne kuhinje.
Multikulturalizam lokalne hrane, laka dostupnost međunarodnih kuhinja različitih stilova, širok raspon cijena stvaraju "raj za hranu" u Singapuru. Prilagodba različitih jela koja su kuhali prvi singapurski useljenici je dovela do stvaranja novih jela na spoju nekoliko nacionalnih kuhinja.
Singapurci jedu češće u lancu blagovaonica brze prehrane Hawker Centru (food Court, internacionalni švedski stol) nego u restoranima. Ovi Hawker centri (lanac blagovaonica brze prehrane) su široko rasprostranjeni, jeftini i obično se sastoje od desetaka štandova, a svaki štand nudi svoj specijalitet. Hawker Center nudi istovremeno jela nekoliko nacionalnih kuhinja. Hawker Centar može se nalaziti čak i u dvorištima stambenih kompleksa.
U 2016. godini su Hong Kong Soya Sauce Chicken Rice and Noodle i Hill Street Tai Hwa Pork Noodle postali prva dva restorana ulične hrane na svijetu koji su dobili Michelinovu zvjezdicu. Prvi objekt je također dobio titulu "najjeftinije hrane s Michelinovim zvjezdicama".
UNESCO je 2020. priznao kulturu singapurskog Hawker Centre kao nematerijalnu kulturnu baštinu čovječanstva.